# 共産主義政党調査特別委員会
共産主義政党調査特別委員会（きょうさんしゅぎせいとうちょうさとくべついいんかい）は、アメリカ施政権下の沖縄の議会である立法院に設置された特別委員会である。

## 概要
アメリカ本国で吹き荒れたマッカーシズムは、アメリカ施政権下に置かれた沖縄にも影響し、米国民政府の高官は、事あるごとに反共発言を繰り返していた。そして、沖縄人民党は「共産主義政党」に他ならず、非合法化されなければならないとした。
1954年8月31日、与党琉球民主党は、星克議員の主導の下「共産主義政党が琉球に存在するか否かを調査しなければならない」という理由で、立法院に専門の特別委員会を設けることになった。
委員会は翌年4月まで開かれ、本土の破壊活動防止法の運用状況や人民党の実態などが審議された。
委員会最終日に「沖縄人民党と日本共産党は密接な関係にある」という結論を出し、星克委員長は「共産主義運動防止に関する立法案（通称：防共法案）」を提示した。しかし、反対が多く、立法化は見送られた。

## 防共法案
防共法案は本土の破壊活動防止法を参考にし、公安審査委員会に相当する「防共委員会」が「共産主義者」や「共産主義政党」の認定を行うこととした。
認定された者は公民権剥奪、外国との商取引が禁止され、「共産主義政党」に認定された政党は解散処分になることが明記されていた。